# Liste der Kreisstraßen im Landkreis Hof
Die Liste der Kreisstraßen im Landkreis Hof ist eine Auflistung der Kreisstraßen im bayerischen Landkreis Hof mit deren Verlauf.

## Abkürzungen
- BT: Kreisstraße im Landkreis Bayreuth
- HO: Kreisstraße im Landkreis Hof
- HOs: Kreisstraße in der kreisfreien Stadt Hof
- K: Kreisstraße in Sachsen und in Thüringen
- KC: Kreisstraße im Landkreis Kronach
- KU: Kreisstraße im Landkreis Kulmbach
- St: Staatsstraße in Bayern
- WUN: Kreisstraße im Landkreis Wunsiedel im Fichtelgebirge

## Liste
Nicht vorhandene bzw. nicht nachgewiesene Kreisstraßen werden in Kursivdruck gekennzeichnet, ebenso Straßen und Straßenabschnitte, die unabhängig vom Grund (Herabstufung zu einer Gemeindestraße oder Höherstufung) keine Kreisstraßen mehr sind.
Der Straßenverlauf wird in der Regel von Nord nach Süd und von West nach Ost angegeben.
| Nr. HO | Verlauf |
| ------ | --- |
| HO 1   | in Töpen – Untertiefendorf – Obertiefendorf – Münchenreuth – Kreuzlein – Unterhartmannsreuth – HO 2 – Feilitzsch – HO 14 – HO 13 – Trogen – Ziegelhütte – Landkreisgrenze – (HOs 1 in Hof)                               |
| HO 2   | St 2192 in Joditz – Isaar – Hohendorf – Schollenreuth – HO 1 |
| HO 3   | (K 310 im Saale-Orla-Kreis, Thüringen) – Landesgrenze – Mödlareuth – in Töpen |
| HO 4   | – Klötzlamühle – Regnitzlosau – St 2192 – Schwesendorf – Prex – Oberprex – Dobeneck – Ludwigsbrunn – Waldhaus – in Rehau                                                                                                 |
| HO 5   | (HOs 5 in Hof) – Landkreisgrenze – HO 6 – Tauperlitz – HO 42 – Kautendorf – HO 4 – Neukühschwitz – St 2192 in Rehau |
| HO 6   | HO 5 – Neudöhlau – Döhlau – HO 40 – HO 12 – St 2177 in Oberkotzau |
| HO 7   | – HO 33 – Sellanger – Stegenwaldhaus – Lipperts – Leupoldsgrün – St 2693 – Schödelshöhe – Konradsreuth – St 2461 – HO 37 – Silberbach – Oberpferdt – HO 10 – Unterpferdt – Autengrün – St 2177 in Oberkotzau             |
| HO 8   | St 2196 – Untereichenstein – Zielpunkt des Rennsteigs – Unterkemlas – Eisenbühl – HO 11 – Schnarchenreuth – St 2198 – Gottsmannsgrün – St 2192                                                                           |
| HO 9   | St 2692 – Bug – St 2192 |
| HO 10  | HO 7 in Oberpferdt – Gottfriedsreuth – Fletschenreuth – in Stobersreuth |
| HO 11  | HO 8 – Rudolphstein – St 2198 in Tiefengrün |
| HO 12  | HO 6 in Oberkotzau – Haideck – Haideckerziegelhütte – |
| HO 13  | HO 1 in Trogen – /St 2452 |
| HO 14  | – Zedtwitz – HO 1 in Feilitzsch |
| HO 15  | (Köditz) – Scharten – St 2192 (Saalenstein) |
| HO 16  | St 2452 in Neugattendorf – Landesgrenze – (K 7855 im Vogtlandkreis, Sachsen) – Landesgrenze – Abschnitt ohne Anschluss an eine klassifizierte Straße – Landesgrenze – (K 7855 im Vogtlandkreis, Sachsen)                 |
| HO 17  | St 2192 in Neuhausen – Landkreisgrenze – (WUN 16 im Landkreis Wunsiedel im Fichtelgebirge) |
| HO 18  | St 2461 in Münchberg – Mechlenreuth – HO 19 – Stockenroth – Sparneck – HO 20 – Landkreisgrenze – (WUN 3 im Landkreis Wunsiedel im Fichtelgebirge)                                                                        |
| HO 19  | HO 18 – Großlosnitz – Schnackenhof – Zell im Fichtelgebirge – HO 20 – Großenau – Landkreisgrenze – (BT 4 im Landkreis Bayreuth)                                                                                          |
| HO 20  | St 2176 in Weißdorf – Sparneck – HO 18 – Reinersreuth – Zell im Fichtelgebirge – HO 19 – Friedmannsdorf – HO 44 – Fleisnitz – Metzlesdorf – HO 22 in Altstammbach                                                        |
| HO 21  | (KU 27 im Landkreis Kulmbach) – Landkreisgrenze – Stammbach – HO 22 – HO 35 – Solg – /St 2194 |
| HO 22  | (KU 1 im Landkreis Kulmbach) – Landkreisgrenze – Gundlitz – Landkreisgrenze – (KU 1 im Landkreis Kulmbach) – Landkreisgrenze – Stammbach – HO 21 – HO 20 – Altstammbach – Landkreisgrenze – (BT 7 im Landkreis Bayreuth) |
| HO 23  | St 2195 in Helmbrechts – Unterweißenbach – Wüstenselbitz – HO 24 – Burkersreuth – Dreschersreuth – Landkreisgrenze – (KU 13 im Landkreis Kulmbach)                                                                       |
| HO 24  | St 2195 in Ort bei Helmbrechts – Wüstenselbitz – HO 23 – Ottengrün – HO 38 – Hildbrandsgrün – |
| HO 25  | St 2194/St 2195 in Helmbrechts – Absang – Jägersruh – Ahornberg – Reuthlas – St 2461 – Wölbersbach – in Seulbitz |
| HO 26  | St 2194 – Baiergrün – Windischengrün – Schauenstein – Uschertsgrün – St 2195 |
| HO 27  | St 2195 in Selbitz – Hüttung – Mühldorf – St 2693 in Neumühl |
| HO 28  | – Bernstein am Wald – St 2194 – Straßdorf – Lippertsgrün – |
| HO 29  | HO 31 in Steinbach bei Geroldsgrün – Langenbach – HO 30 – Carlsgrün – HO 31 in Bad Steben |
| HO 30  | (KC 23 in Landkreis Kronach) – Landkreisgrenze – HO 29 in Langenbach |
| HO 31  | St 2196 in Bad Steben – HO 29 – HO 32 – Steinbach bei Geroldsgrün – HO 29 (– Abzweig zur St 2198 in Oberhammer) – St 2198 in Unterhammer                                                                                 |
| HO 32  | HO 31 in Bad Steben – St 2198 – Oberer Gerlas – St 2194 – Thiemitz – Räumlasmühle – Landkreisgrenze – (KC 2 in Landkreis Kronach)                                                                                        |
| HO 33  | St 2158 – Marlesreuth – in Selbitz |
| HO 34  | St 2158 – Suttenbach – Taubaldsmühle – St 2195 in Oberweißenbach |
| HO 35  | – Neutheilung – Förstenreuth – Wildenhof – HO 21 in Stammbach |
| HO 36  | St 2195 – Landkreisgrenze – (KU 26 im Landkreis Kulmbach) |
| HO 37  | (HOs 37 in Hof) – Landkreisgrenze – St 2461 in Konradsreuth |
| HO 38  | St 2195 in Helmbrechts – HO 24 in Ottengrün |
| HO 39  | HO 20 in Zell im Fichtelgebirge – Walpenreuth – Tannenreuth – Landkreisgrenze – (BT 45 im Landkreis Bayreuth) |
| HO 40  | HO 6 – HO 5 in Kautendorf |
| HO 41  | (KC 32 im Landkreis Kronach) – Landkreisgrenze – St 2194/St 2198 in Geroldsgrün |
| HO 42  | HO 5 – St 2192 |
| HO 43  | (WUN 5 im Landkreis Wunsiedel im Fichtelgebirge) – Landkreisgrenze – Schwarzenbach an der Saale – |
| HO 44  | (BT 48 im Landkreis Bayreuth) – Mödlenreuth – HO 20 – Friedmannsdorf – Schweinsbach – Mussen – /St 2461 bei Münchberg |

## Quelle
OpenStreetMap: Landkreis Hof – Landkreis Hof im OpenStreetMap-Wiki